# Боаза (пролом на Златаришка река)
Вижте пояснителната страница за други значения на Боаза.
Боаза е пролом на Златаришка река (десен приток на река Веселина, от басейна на Янтра) в Северна България, в Средния Предбалкан, в Община Елена и Община Златарица, област Велико Търново. Той разделя планинския рид Еленски височини на две равни части – източна и западна.
Проломът е дължина 8,5 km, а средната му надморска височина е около 198 m. Започва в северозападния край на квартал Разпоповци на град Елена, на 248 m н.в., насочва се на север и след 8,5 km завършва при разклона за град Златарица, на 148 m н.в. Целият пролом е всечен в огънатите долнокредни варовито-мергелни лиски и горноюрски варовити пластове, като оградните му склонове са стръмни, обрасли с храстови гори.
През пролома преминава участък от 10,5 km от второкласния Републикански път II-53 Поликраище – Елена – Сливен – Ямбол – Средец (от km 35 до km 45,5). Успоредно на шосето през пролома преминава и участък от трасето на жп линията Горна Оряховица – Елена.
В средата на пролома, в малко долинно разширение на десния бряг на реката, до бившата жп спирка Боаза е изградено кокетното крайпътно заведение „Ханче Боаза“, което освен ресторант предлага места за нощуване и почивка.

## Топографска карта
- Лист от карта K-35-28. Мащаб: 1 : 100 000.
- Лист от карта K-35-40. Мащаб: 1 : 100 000.